# Suspeito
O nome suspeito, no contexto do Direito, designa uma pessoa relativamente à qual existam indícios, não muito fortes, que revelem sua proximidade com um  crime que cometeu, participou, ou prepara-se para participar.
Quando os indícios são suficientes para formular uma acusação o suspeito é constituido arguido embora considerado inocente dos fatos da acusação até ser condenado ou confirmada a sua inocência.